# Borlova, Caraș-Severin
Borlova este un sat în comuna Turnu Ruieni din județul Caraș-Severin, Banat, România.

## Descriere
Localitatea Borlova își trage numele de la râul Borlova, pe ale cărui maluri a fost așezată odinioară vatra satului. Astăzi, satul este așezat pe albia râului Sebeș, mărginit de două șiruri de dealuri.
Privind satul din orice direcție și în orice anotimp te impresionează frumusețea văilor, a culmilor ce se desprind din golul Muntelui Mic, coborând pantele împădurite în șopotul pâraielor până în vatra satului. Lunca Obrejii cu vârful Dâlmii la răsărit, Colnicul de Jos cu Culmea Runcului la apus și Priporul la miazăzi, stau ca niște diguri uriașe și-l înconjoară, scutindu-l de bătaia Crivățului ce se avântă cu furie de pe Vârful Țarcu.

## Istoric

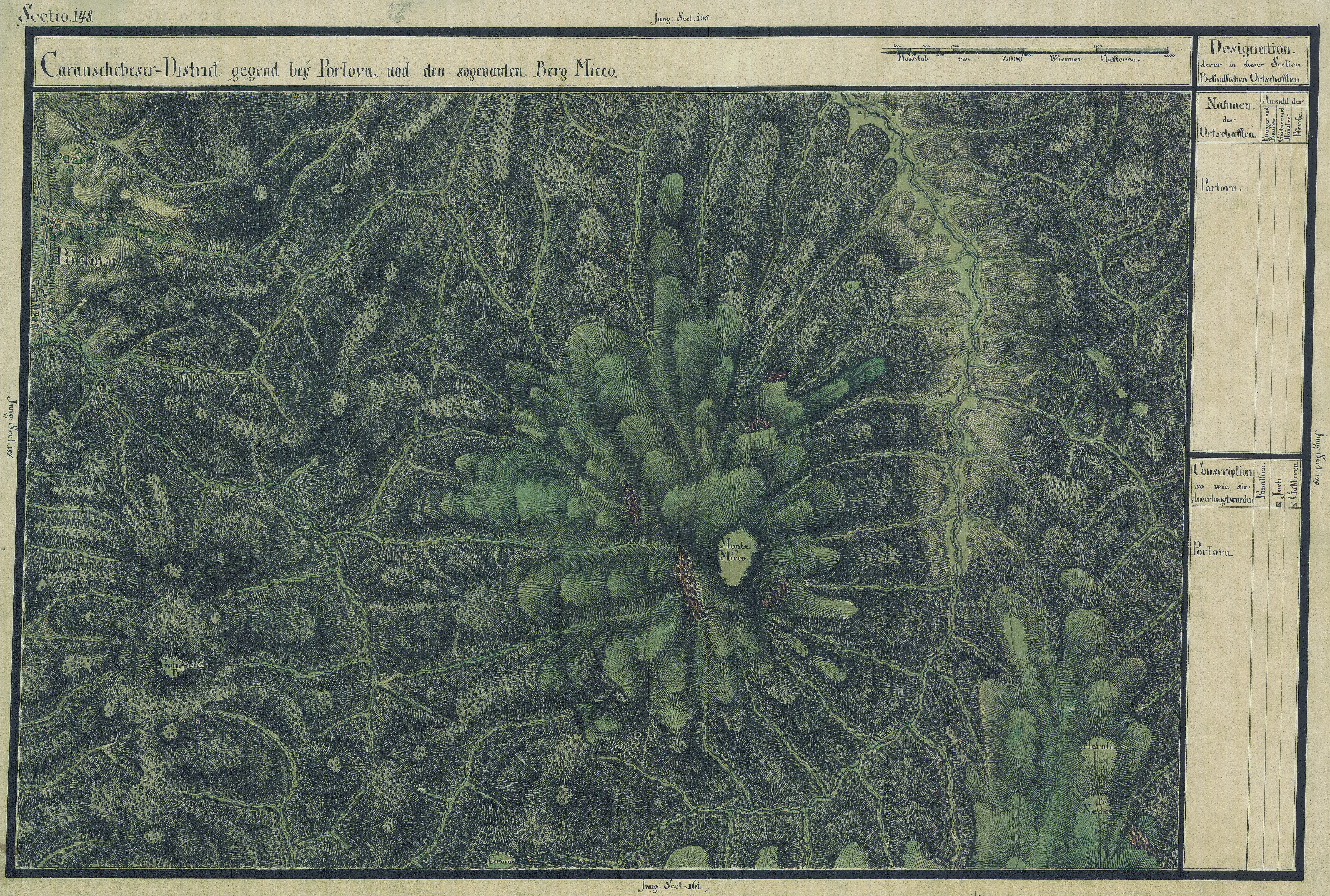
Borlova în Harta Iosefină a Banatului, 1769-72

Despre istoricul satului Borlova se vorbește în  Istoria românilor din Banat între anii 1600-1800 scrisă de Nicolae Stoica de Hațeg, în Istoria Banatului de Severin și în Cronica părintelui Elisei Dragalina. În aceste documente se arată că satul Borlova a fost răsfirat, până în 1770, pe lângă râul Borlova și râul Sebeșel, așa cum se află astăzi sălașurile prin țarina borlovenilor. Dovadă pentru aceasta stau obiectele găsite cu ani în urmă și păstrate: o piatră de moară la Cheia apei Borlova, temelia bisericii din valea apei Borlova, iar pe Sebeșel și acum se mai păstrează o fântână zidită, „fântâna din bătrâni”. Locurile unde au fost case sunt și azi împrejmuite cu ziduri de piatră, iar în mijlocul fostului sat e un drum cu ramificații, care poartă denumiri ca: „Ulița bătrână”, „Puntea Murgului”, „Vadul Văranului”.
Vorbind despre istoricul satului, preotul Elisei Dragalina  în Condica comunei, a bisericei, a învățătorilor și a preoților din comuna Borlova; precum și începutul și sfârșitul războiului mondial (1914-1918) , redactată în anul 1917, ne spune că încă înainte de 1788 locuitorii satului au început să-și clădească case trainice, de piatră, așezate mai multe la un loc, formând comuna, care la început număra 120 de familii.
În cronica preotului E. Dragalina se specifică și documentele cercetate de dânsul pentru a scrie aceasta. El a menționat scrierile lui  Pesti Frigyes, în care se află date referitoare la comuna Borlova, citând : « comuna își derivă numele de la râul Borlova, al cărui izvor purcede din Muntele Mic – având ca afluenți râul Borlovița, care își are obârșia de sub poiana Orlii, apoi râulețe mai mici ș.a.m.d., până ce susnumitul râu se revarsă în apa Săbeș ».

## Turism
Situat la capăt de linie pe distanța Caransebeș-Borlova și la 15 kilometri de telescaunul care duce la Muntele Mic, satul a devenit un loc frecvent tranzitat de turiștii din țară și din străinătate. În fiecare sezon, Borlova găzduiește montaniarzi din Austria și Germania pentru concursul de motociclete ENDUROMANIA.

## Economie
Borlovenii sunt oameni harnici, ce se ocupă, precum înaintașii lor, cu horticultura și creșterea animalelor. Au livezi bogate cu mere și pere pe care le vând la Timișoara. Primăvara duc animalele la stânile de pe Muntele Mic, de pe Muntele Țarcu ori la Râu-Șes, iar toamna le coboară pentru iernat.

## Cultură
Despre copiii Borlovei se spune că mai întâi învață să joace și apoi să meargă. Profesorul Nicolae Cocie, astăzi pensionar, are în zestrea sa omenească o viața de dăscălie în satul său natal – Borlova. A fost și a rămas mentorul unei formații de dansuri celebre în țară și în străinătate. N-a fost prima formație de dansuri pe care Borlova a avut-o, dar a fost renumită. Într-o vreme în care la modă era dansul tematic, borlovenii au ieșit pe scenă cu o formație pe trei generații, care n-a încăput pe scena clubului din Oțelu Roșu. A fost cea mai mare formație de dansuri pe care a prezentat-o Borlova, cu dansuri absolut autentice. Zărie Tăfăragă a fost instructorul primei formații de dansuri mixte din Borlova. Era înainte de perioada interbelică. Înainte de această formație mixtă, a mai existat, după memoriile învățătorului Boșcai Nistor o formație de călușari, pe la început de secol, un joc de sorginte romană, iar după formația de dansuri condusă de Zărie Cocie, cea care a făcut turnee la Budapesta și Chișinău, a jucat în fața președintelui Bulgariei. O impresie deosebită a făcut  prezentarea brâului bănățean, la faza națională, la București, în 1976-1977, în fața unor specialiști de marcă, Emilia Comișel, Tita Sever, Puiu Vasilescu și alții.
Echipa de dansuri condusă de profesorul Nicolae Cocie, a avut și un moment de vârf în anul 1963, când a contribuit la turnarea filmului „Suită bănățeană”. Lucrările au mers din bine în mai bine, până în 1967, când a primit titlul de laureat la un festival internațional al formațiilor de dansuri populare din țările balcanice și din zona Mării Adriatice și în general la toate competițiile organizate pe parcursul anilor. Cu prestația lor, cu jocul lor autentic, dansatorii din Borlova au făcut renume satului.

## Școala
Școala din Borlova funcționează din 22 iulie 1766 și se chema „Școala Națională”, în urma unei rezoluții din acea dată;
Primele date despre un învățător al școlii s-au găsit în cărțile bisericești și de acolo au fost luate de preotul Elisei Dragalina  care le-a consemnat pe la 1915;
- Primul învățător s-a numit Chiriac Dimitrievici, cam pe la 1790;
- Alt învățător, George Popovici a funcționat până la 1806, august 12;
- Din 1 noiembrie 1806, Nicolae Fogoraș;
- Pe la 1831, Pavel Crăciun;
- S.I. Siminovici 1840-1853;
- Moise Gruici 1850-1853;
- Simion Bufan 1854-1856;
- George Ivănescu 1856-1858;
- George Cimpoieru 1858-1860;
- Ioachim Popoviciu-1860;
- Din anul 1864 a ocupat postul de învățător Ioan Rădoi până a ieșit la pensie în 1896. Despre acest învățător sunt însemnări care îl laudă pentru întreaga iscusință și capacitate spre luminarea mai multor sute și mii de odrasle timp de 32 de ani. El a fost cel care a avut rezultate frumoase nu numai în educarea copiilor, ci și în educarea sătenilor în domeniul pomiculturii „pomologiei”, cum reiese din însemnările preotului Elisei Dragalina. El a plantat pomi din cel mai fin soi în extravilan și apoi a îndemnat și sătenii care au obținut cele mai frumoase recolte  de fructe ce erau apreciate la Timișoara și Arad.
- Ioachim Radulovici 1895-1901; pe la  1882 erau cam 100 de elevi;
- în 1901 au fost consemnați doi învățători : pentru fete- Elisabeta Belcotă, iar pentru băieți George Neamțiu până la 1910;
- Nicolini Zoltan, 1908-1912, cel de-al treilea învățător de atunci;
- Institutoare Ilona Kollman-1912
- 1910-1915, Patricia Dragalina- director;
- 1910-1912, Gaby Velma, învățătoare;
- Nicolae Foiaș de la 1914;
- De la 1926-1966- director al școlii Nistor Boșcai;
- 1966-1980- Cocie Nicolae, director, profesor de biologie;
- 1980-1999- Sănătescu Aurica, director, profesor de matematică;
- 1999-2003- Gheorgheosu Elena, director, profesor de fizică-chimie;
- 2003-2005- Pașcalău Elena, director, învățătoare;
- 2005-prezent, Muntean Monică, director, profesor de matematică.